# Zielonogórska Biblioteka Cyfrowa
Zielonogórska Biblioteka Cyfrowa (ZBC) – biblioteka cyfrowa tworzona przez Bibliotekę Uniwersytetu Zielonogórskiego, Bibliotekę Sztuki UZ, Instytut Historii UZ oraz Wojewódzką i Miejską Bibliotekę Publiczną w Zielonej Górze. Umożliwia szeroki zdalny dostęp do źródeł wiedzy, zasobów edukacyjnych, cyfrowych kopii najcenniejszych zabytków kultury piśmienniczej, kolekcji dzieł sztuki oraz materiałów regionalnych.
Zielonogórska Biblioteka Cyfrowa należy do tej grupy bibliotek akademickich, którą wyróżnia połączenie idei biblioteki edukacyjnej z biblioteką dziedzictwa kulturowego i biblioteką regionalną. Podstawowym celem projektu jest zapewnienie powszechnego i bezpłatnego dostępu do zasobów cyfrowych. Plan zakłada rozbudowę infrastruktury dla regionalnej platformy elektronicznej, która będzie umożliwiała szybki dostęp do zasobów wiedzy oraz zabezpieczała i popularyzowała cenne dokumenty regionu i piśmiennicze zabytki kultury polskiej i europejskiej.
Koordynatorem projektu jest Biblioteka Uniwersytetu Zielonogórskiego a biorą w nim udział instytucje naukowe, kulturalne i oświatowe z miasta i regionu (biblioteki, archiwa, muzea, placówki naukowo-badawcze). Uniwersytet Zielonogórski wnosi do projektu infrastrukturę sprzętową, oprogramowanie i szkolenia. Jest jednocześnie pomysłodawcą idei i liderem grupy.
ZBC działa w oparciu o oprogramowanie dLibra opracowane i rozwijane przez Poznańskie Centrum Superkomputerowo-Sieciowe (PCSS).
Zbiory prezentowane są w czterech kolekcjach:
- Nauka i dydaktyka – obejmująca dorobek naukowy środowiska akademickiego oraz jego zasób edukacyjny (są to monografie, podręczniki, skrypty, czasopisma oraz inne publikacje).
- Habilitacje i doktoraty – obejmujące rozprawy habilitacyjne i doktorskie obronione w Uniwersytecie Zielonogórskim.
- Dziedzictwo kulturowe – prezentujące najcenniejsze zabytki kultury piśmienniczej (rękopisy, starodruki, zbiory ikonograficzne, kartograficzne, dokumenty życia społecznego) oraz kolekcje dzieł sztuki ze zbiorów bibliotecznych (rysunku, grafiki, malarstwa, plakatów, fotografii artystycznej, ekslibrisów).
- Regionalia – czyli materiały, dokumenty oraz dzieła dotyczące Zielonej Góry i ziemi lubuskiej, również w jej dawnych granicach historycznych. Prezentujemy tu wydawnictwa współczesne oraz zbiory archiwalne (kroniki, statuty, przywileje, ikonografię, kartografię, dokumenty życia społecznego) także twórczość artystów lubuskich z kolekcji bibliotecznych.

Zielonogórska Biblioteka Cyfrowa należy do Konsorcjum Polskich Bibliotek Cyfrowych, którego celem jest wspieranie aktywnej współpracy środowisk naukowych zmierzającej do wypracowania standardów jakości, rozbudowy zasobów cyfrowych oraz stosowania najnowszych technologii dla ich udostępniania i przechowywania, a także promowanie zbiorów i usług bibliotek cyfrowych.

## Etapy tworzenia
- marzec 2005 – wybór platformy
- maj 2005 – negocjacje z PCSS w/s oprogramowania
- wrzesień 2005 – wprowadzanie pierwszych publikacji
- 1 października 2005 – inauguracja
- 8 listopada 2005 – oficjalne otwarcie i prezentacja ZBC[potrzebny przypis]
- październik 2006 – przystąpienie do projektu Wojewódzkiej i Miejskiej Biblioteki Publicznej w Zielonej Górze
- 28.05.2008 – przystąpienie do Konsorcjum Polskich Bibliotek Cyfrowych
- 11.12.2009 – zbiory polskich bibliotek cyfrowych widoczne w Europeanie[potrzebny przypis]